# Йоахім Гоппе
Йоахім Гоппе (нім. Joachim Hoppe; 20 березня 1915, Ганновер — 28 квітня 1941, Атлантичний океан) — німецький офіцер-підводник, корветтен-капітан крігсмаріне.

## Біографія
1 квітня 1933 року вступив на флот. З 25 березня 1941 року — командир підводного човна U-65. 12 квітня вийшов у свій перший і останній похід. 28 квітня U-65 був затоплений глибинними бомбами з британського лідера «Дуглас». Всі 50 членів екіпажу загинули.

## Звання
- Кандидат в офіцери (1 квітня 1933)
- Фенріх-цур-зее (1 липня 1934)
- Оберфенріх-цур-зее (1 квітня 1936)
- Лейтенант-цур-зее (1 жовтня 1936)
- Оберлейтенант-цур-зее (1 червня 1938)
- Капітан-лейтенант (1 квітня 1941)
- Корветтен-капітан (1 травня 1941. посмертно)

## Нагороди
- Медаль «За вислугу років у Вермахті» 4-го класу (4 роки)